# Ла-Мезьер
Ла-Мезьер (фр. La Mézière) — коммуна на северо-западе Франции, находится в регионе Бретань, департамент Иль и Вилен, округ Ренн, кантон Мелес. Расположена в 10 км к северу от Ренна.
Население (2018) — 4 932 человека. 

## Достопримечательности
- Церковь Святого Мартина
- Шато де Мовьер XIX века с парком
- Шато де Лож XIX века

## Экономика
Структура занятости населения:
- сельское хозяйство — 0,9 %
- промышленность — 7,2 %
- строительство — 18,5 %
- торговля, транспорт и сфера услуг — 61,6 %
- государственные и муниципальные службы — 11,8 %

Уровень безработицы (2018) — 5,7 % (Франция в целом —  13,4 %, департамент Иль и Вилен — 10,4 %). 

Среднегодовой доход на 1 человека, евро (2018) — 25 740 (Франция в целом — 21 730, департамент Иль и Вилен — 22 230).

## Демография
Динамика численности населения, чел.

## Администрация
Пост мэра Ла-Мезьера с 2020 года занимает социалист Паскаль Горьо (Pascal Goriaux). На муниципальных выборах 2020 года возглавляемый им левый список победил в 1-м туре, получив 54,81 % голосов.
| Период | Период | Фамилия        | Партия                  | Примечания                                                              |
| ------ | ------ | -------------- | ----------------------- | ----------------------------------------------------------------------- |
| 1971   | 1983   | Жераж Фюзелье  | Социалистическая партия | педагог по вопросам социальной помощи детям                             |
| 1983   | 2004   | Жан-Луи Туренн | Социалистическая партия | учитель математики, президент Генерального совета департамента, сенатор |
| 2004   | 2020   | Жерар Базен    | Социалистическая партия | инженер                                                                 |
| 2020   |        | Паскаль Горьо  | Социалистическая партия | IT-специалист                                                           |

## Города-побратимы
- Козель, Германия
- Тукото, Мали
- Одолянув, Польша
- Белмонти, Португалия

## Знаменитые уроженцы
- Жан-Луи Туренн (1944), сенатор, бывший президент Генерального совета департамента Иль и Вилен